# Živčni prenašalec
Živčni prenašalci ali nevrotransmitorji so skupina heterogenih biokemičnih snovi, ki prenašajo informacije med nevroni preko sinaps. Živčni prenašalec se sintetizira v presinaptičnem nevronu, se skladišči v mešičkih in se v sinaptično špranjo sprosti zaradi akcijskega potenciala, ki pripotuje vzdolž presinaptičnega nevrona. Molekule živčnega prenašalca dosežejo preko sinaptične špranje receptorje na postsinaptičnem nevronu in izzovejo ustrezen biološki odgovor v postsinaptičnem nevronu. Živčni prenašalci se v sinaptični špranji po različnih poteh razgrajujejo, deloma se lahko znova resorbirajo v presinaptični nevron.
V glavnem razdelimo živčne prenašalce na ekscitatorne (vzburjevalne) in inhibitorne (zavorne). Prvi spodbujajo širjenje akcijskega potenciala po nevronih in povzročajo depolarizacijo celične membrane, drugi pa zavirajo potovanje potenciala po nevronih in membrano hiperpolarizirajo. 
Najpomembnejši ekscitatorni prenašalec v osrednjem živčevju je glutamat, najpomembnejši inhibitorni pa γ-aminomaslena kislina (GABA) v osrednjem živčevju in glicin v obkrajnem živčevju.
Drugi pomembni živčni prenašalci so še:
- acetilholin
- adrenalin
- dopamin
- noradrenalin
- serotonin

## Mehanizem delovanja
Za živčne prenašalce je značilna endogena sinteza, kar pomeni, da se izgrajujejo v telesu, običajno v presinaptičnem nevronu. Znotraj celic se molekule nevrotransmiterja navadno skladiščijo v mešičkih (veziklih). Ko akcijski potencial doseže sinapso, hipna depolarizacija povzroči odprtje Ca-kanalčkov. Kalcij, ki prodre v citoplazmo, povzroči potovanje mešičkov z živčnim prenašalcem proti celični membrani, nato se z njo zlije in molekule prenašalca se iz mešička sprostijo v sinaptično špranjo s pomočjo eksocitoze.
Prenašalec nato difundira po sinaptični špranji in se veže na receptorje, ki se nahajajo na postsinaptičnem nevronu. Receptorje sicer delimo na ionotropne in metabotropne. Ionotropni receptorji so hkrati tudi ionski kanali, ki se odpro po vezavi določenega živčnega prenašalca. Metabotropni receptorji so sklopljeni z G-proteinom; po vezavi molekule prenašalca G-protein oddifundira ter povzroči bodisi odpiranje ionskih kanalov bodisi sintezo sekundarnega prenašalca.
Nevroaktivni peptidi se sintetizirajo v telesu nevrona in se kasneje prenesejo po aksonu do sinapse.

## Postsinaptični učinek
Biološki učinek živčnega prenašalca temelji na vezavi na receptor. Na primer, GABA se lahko veže bodisi na GABA-A ali GABA-B receptorje, prvi so hitri inhibitorni receptorji, drugi pa počasni. Nekateri prenašalci izkazujejo ali inhibitatorni ali ekscitatorni učinek, odvisno od receptorja, na katerega se vežejo.
Če prenašalec deluje ekscitatorno, potem pospeši iniciacijo živčnega impulza v postsinaptičnem nevronu, če pa deluje inhibitorno, pa zavira nastanek impulza z znižanjem lokalne napetosti na membrani. V osrednjem živčevju je sprožitev akcijskega potenciala rezultat seštevka več sinaps.
Številni živčni prenašalci se iz sinaptične špranje odstranjujejo s pomočjo privzema. V tem primeru se znova absorbirajo s prenašalnimi beljakovinami v presinaptični nevron. Drug mehanizem za odstranitev prenašalca je encimska razgradnja. Na primer, acetilholin se razgrajuje s pomočjo encima acetilholinesteraze.

## Razvrstitev
Glede na kemično strukturo razvrstimo živčne prenašalce v več razredov:

### Monoamini
- adrenalin
- noradrenalin
- dopamin
- serotonin
- oktopamin

### Nevropeptidi
- endorfini in enkefalini

### Aminokisline
- glutamat
- glicin
- γ-aminomaslena kislina = GABA
- aspartat

### Plini
- dušikov oksid (NO)
- ogljikov oksid (CO)